# Пристосуванство
Пристосуванство або опортунізм (від англ. opportunity — можливість, нагода) — політичний курс, який характеризується пристосуванством, безпринципністю, запопадливістю, зрадою інтересів певної політичної сили чи ідеології.
У марксизмі-ленінізмі термін опортунізм більшовики використовували для визначення тієї частини соціал-демократичного руху, яка вважала можливою угоду з буржуазією заради часткового покращення становища робітничого класу — збільшення заробітної плати, скорочення тривалості робочого дня тощо, поступаючись, при цьому, головною (за більшовицькою догмою) метою, — повалення буржуазії і встановлення диктатури пролетаріату.